# بالازرین‌کلا
بالازرین‌کلا، روستایی است از توابع بخش گیل‌خوران شهرستان جویبار در استان مازندران ایران.

## جمعیت
این روستا در دهستان لاریم قرار داشته و براساس آخرین سرشماری مرکز آمار ایران که در سال ۱۳۹۵ صورت گرفته، جمعیت آن ۷۰۷ نفر (۲۲۰خانوار) بوده‌است.
یکی از بزرگ‌ترین تالاب‌های (آبندان) استان مازندران در روستای زیبای بالازرین کلا وجود دارد. کمتر از ۱۵کیلومتر با مرکز شهرستان یعنی شهر جویبار فاصله دارد و از شمال با پایین زرین کلا، از جنوب با روستای شاهرضا، از غرب با مشک آباد و از شرق با سیدمحله و عباسعلی کش همجوار است. تپه معروف جن کتی متعلق به این روستاست. شغل اصلی مردم کشاورزی و زراعت برنج است. بزرگ‌ترین قایق ساز محلی یعنی آقای حاج مصطفی بخشی اهل روستای بالازرین کلا می‌باشد. بیشترین علاقمندی مردم به ورزش خصوصاً ورزش کشتی می‌باشد. واژه‌های معروف: شله، قواثل، عاروس کتی، سیکابول، پرلا، کشتل، اوتشنی، وکالیله، تیلخس، چکاب، چلا، کن، گزیل، آپارتونی، قتو، امامزاده اسم می‌باشد.